# Pterolophia fasciatus
Pterolophia fasciatus är en skalbaggsart som först beskrevs av J. Linsley Gressitt 1940.  Pterolophia fasciatus ingår i släktet Pterolophia och familjen långhorningar. Inga underarter finns listade i Catalogue of Life.